# بنوآ ترمولیناس
بنوآ ترمولیناس (فرانسوی: Benoît Trémoulinas‎؛ زادهٔ ۲۸ دسامبر ۱۹۸۵) بازیکن سابق فوتبال اهل فرانسه است.
از باشگاه‌هایی که در آن بازی کرده‌است می‌توان به باشگاه فوتبال بوردو، باشگاه فوتبال دینامو کیف، باشگاه فوتبال سن-اتین، و باشگاه فوتبال سویا اشاره کرد.
وی همچنین در تیم ملی فوتبال فرانسه بازی کرده‌است.